# Дэвид Копперфильд (фильм, 1935)
Жизнь Дэвида Копперфильда, рассказанная им самим (англ. The Personal History, Adventures, Experience, & Observation of David Copperfield the Younger) — черно-белый фильм режиссёра Джорджа Кьюкора, вышедший на экраны в 1935 году. Фильм основан на одноименном романе 1850 года Чарльза Диккенса. Фильм имел большой успех и был номинирован на премию «Оскар» за лучший фильм в 1936 году, однако не получил награду, которая была присуждена фильму «Мятеж на „Баунти“».
Основной трудностью сценаристов и режиссёра было передать содержание объемного романа в течение 130 минут экранного времени, сохранив основные сюжетные ходы. Критики отмечали, что с этой задачей они справились.

## Сюжет
К беременной будущей матери Дэвида приезжает экстравагантная и порывистая тётушка Бетси Тротвуд, она мечтает о том, что родится девочка, но её ждёт разочарование — родился мальчик и она в негодовании набрасывается на доктора Чиллипа, принимавшего роды, после чего уезжает прочь. Дэвид подрастает и его мать Клара, оставшись вдовой за шесть месяцев до родов, вступает в повторный брак. На время её сватовства и свадьбы сына отправляют в Ярмут, к брату-рыбаку няни Клары Пегготи и к их родственникам. Любви все возрасты покорны, и перед дорогой возница Баркис просит Дэвида сообщить няне, что и он «не прочь», делая тем самым предложение Кларе Пегготи.
Отчим Эдвард Мардстоун имеет своё мнение о способах воспитания ребёнка, а его незамужняя сестра Джейн — об управлении домом. Клара Копперфилд со своим мягким характером принимает новые правила. Она носит ребёнка от Эдварда и умирает при родах вместе с младенцем. Мардстоун посылает Дэвида в Лондон, чтобы он сам зарабатывал себе на жизнь в винной компании «Мардстоун энд Гринби», а проживать определяет у мистера Микобера.
Мистер Микобер и его супруга Эмма со всем радушием приняли мальчика. Немалое семейство Микоберов живёт в долгах и когда кредиторы припирают главу семьи к стене, он оказывается в долговой тюрьме, выйдя из которой вынужден всей семьёй покинуть Лондон. Дэвид остаётся один и решает бежать к тётке Бетси в Дувр. Последние шесть пенсов у него обманом выманил возчик, он продаёт часть одежды и идёт 64 мили пешком. Отмыв и накормив несчастного мальчика, тётка оставляет племянника жить у себя, пока не поговорит с отчимом. Разговор с приехавшим Мардстоуном и его сестрой заканчивается в пользу Дэвида — Бетси разражается гневной обличительной речью и прогоняет Мардстоунов. Через некоторое время она устраивает мальчика учиться в школу к мистеру Стронгу в городке по соседству. На время учёбы Дэвид стал проживать в доме у мистера Уикфилда — адвоката и юрисконсульта, старого приятеля Бэтси Тротвуд и советника в её делах. Там он знакомится с дочерью адвоката, своей ровесницей Агнес, а также с клерком конторы Уикфилда — Уриёй Хипом. Главный отрицательный персонаж романа, лицемер Хип в фильме во время первой встречи с Копперфилдом показан не пятнадцатилетним подростком, хотя и выглядящим старше, а уже сложившимся мужчиной неопределённых лет, не таким страшным, но с неприятным липким рукопожатием. Проходят годы, Дэвид оканчивает школу и становится молодым писателем, пишущим свою первую книгу.
Старый знакомец Урия Хип по-прежнему работает в Дувре на Уикфилда и тайком сообщает Копперфилду о слабости адвоката к алкогольным напиткам, из-за чего тот стал «неосмотрительным» так, что любой мог бы отнять его дело, но не таков Урия — он смиренен и является только инструментом в руках Уикфилда. Раздаётся стук в дверь и входит Микобер — они с Дэвидом сердечно приветствуют друг друга, после чего Микобер знакомится с Уриёй. Немного времени спустя Хип предлагает Микоберу место в «доверительной должности» и тот с радостью принимает предложение.
Копперфилд едет из Дувра в Лондон на каникулы и встречается там в театре со своим школьным другом, которого он безмерно ценит и любит — Стирфортом, богатым повесой и блестящим молодым джентльменом. Рядом в ложах Дэвид замечает незнакомую прелестную девушку в компании двух пожилых леди. Опытный Стирфорт решил помочь приятелю — он обхаживает дам и приглашает их в свою с Дэвидом ложу, откуда сцена видна гораздо лучше. Так происходит знакомство с трепетной Дорой Спенлоу и её тётушками.
Приятели едут в Ярмут, в дом, сделанный из перевёрнутого баркаса, в семейство простых рыбаков — к брату няни Дэвида Клары Пегготи Дэну. Стирфорт знакомится с сиротой Эмили, голубоглазой «жемчужиной Ярмута», племянницей Дэна. В семье радость — только что объявлено о помолвке Эмили с моряком Хэмом. Клара Пегготи тоже там — обнимается со своим любимым воспитанником, знакомится со Стирфортом.
Счастье в рыбацкой семье было недолгим — Эмили сбежала со Стирфортом, оставив письмо, где сообщала, что вернётся домой, только если станет настоящей леди. Горе Дэна и Хэма неописуемо. Придя в себя, Дэн Пегготи прощает племянницу и отправляется на её поиски.
Тем временем у Дэвида в свет выходит его первая книга рассказов; он пишет письмо тёте Бетси и приезжает, чтобы объявить ей и Агнес, что влюблён в Дору Спенлоу… На мгновение тень разочарования набегает на лицо Агнес. Копперфилд встречается с Микобером и обнаруживает, что Урия Хип стал компаньоном мистера Уикфилда. За обедом Хип поднимает тост в честь Агнес и намекает, что мечтал бы стать её супругом. Охмелевший Уикфилд взрывается от негодования, закричав, что постепенно он отдал Урии всё: деньги, репутацию, мир и спокойствие, дом, и теперь его дитя — это всё, что у него осталось, пытаясь наброситься на своего компаньона; Дэвид его удерживает. В ответ Хип успевает вставить, что всё перечисленное Уикфилдом он сохранит для него же. Подошедшая Агнес уводит ослабевшего отца, а Копперфилд, после небольшой словесной перепалки, даёт Хипу пощёчину… но тот остаётся «смиренен» и, осклабившись, ссориться не желает.
Начинается счастливая семейная жизнь молодого литератора с Дорой — теперь он становится Дуди — так называет его молодая супруга и поселяется в красивом каменном домике с садом. Беззаботная Дора порхает как птичка, играя со своей любимой собачкой — потешным Джипи, в то время как Дуди безуспешно пытается привести их семейное хозяйство хотя бы в относительный порядок. Отчаявшись, Дуди приглашает в помощь Клару Пегготи; а Доре вдруг становится дурно. Появляется Дэн Пегготи и рассказывает историю малютки Эмили: Стирфорт бросил её в Неаполе, предложив выйти замуж за своего слугу Литтимера; обманутая девушка бежала, добрая женщина нашла её почти без чувств на побережье и оказала помощь. Теперь Дэн снова вместе со своей любимой племянницей; она не забыла своего бывшего жениха Хэма и молит его о прощении. Дэн просит передать это Хэму и Копперфилд незамедлительно едет в Ярмут.
В Ярмуте на море разыгралась страшная буря. Хэм вызывается на помощь терпящему бедствие кораблю, обвязывается верёвкой и бросается в море. На корабле он видит Стирфорта, они встречаются взглядами, волна смывает Хэма и его бездыханным вытаскивают на берег. Копперфилд наклоняется над погибшим моряком… люди обращают его внимание ещё на одного погибшего — это Стирфорт, он лежит на берегу и как будто спит, подложив руку под голову, как бывало когда-то в школьные годы…
Дэвид возвращается; Дора ослабела и не может ходить, он переносит её на руках. В один из дней Дора просит пригласить к ней Агнес, Дэвид ждёт в комнате рядом, Агнес безмолвно выходит и он понимает — Дора скончалась… Оглушённый горем, Копперфилд покидает Англию. Проходит время и он пишет письмо Агнес, что возвращается.
Мистер Уикфилд подозревает подлог в деловых бумагах с подделкой его подписи и Дэвид решает разобраться с делишками Урии Хипа, призвав на помощь его сотрудника и своего давнего друга мистера Микобера. Для встречи с Хипом в комнате собираются тётя Бетси Тротвуд, Копперфилд, Уикфилд с дочерью, мистер Дик — дальний родственник Бетси Тротвуд, и мистер Микобер — он сделал свой выбор и желает разоблачить негодяя, подготовив и зачитав список обвинений. Хип кидается к сейфу, но учётных книг там нет — их заблаговременно изъял Микобер. От Урии требуют отказа от компаньонства в пользу Копперфилда и возврата присвоенных денег. Хип вынужден согласиться, не доводя дело до полиции, после чего собравшиеся отпускают его восвояси.
В заключительной сцене мистер Дик подзывает Бетси Тротвуд к окошку — они видят объясняющихся в любви Дэвида Копперфилда и Агнес Уикфилд.

## В ролях
- Элизабет Аллан — мать Дэвида Клара
- Фредди Бартоломью — Дэвид в детстве
- Фрэнк Лоутон — Дэвид в молодости
- Эдна Мэй Оливер — тётя Бэтси Тротвуд
- Уильям Клод Филдс — г-н Микобер
- Бэзил Рэтбоун — Эдвард Мардстоун
- Морин О’Салливан — Дора Спенлоу
- Лайонел Бэрримор — Дэн Пегготти
- Джон Баклер — Хэм Пегготти
- Уна О’Коннор — миссис Гаммидж
- Эльза Ланчестер — Кликетт
- Роланд Янг — Урия Хип
- Джесси Ральф — няня Клара Пегготти
- Джин Каделл — Эмма Микобер
- Мэдж Эванс — Агнес Уикфилд[англ.]
- Мэрилин Ноулден — Агнес Уикфилд в детстве
- Хью Уолпол — викарий
- Гарри Бересфорд — доктор Чиллип